# Kanton Domfront en Poiraie
Der Kanton Domfront en Poiraie (früher Domfront) ist seit 1790 ein französischer Wahlkreis im Arrondissement Argentan, im Département Orne und in der Region Normandie; sein Hauptort ist Domfront en Poiraie.

## Gemeinden
Der Kanton besteht aus 13 Gemeinden mit insgesamt 14.858 Einwohnern (Stand: 1. Januar 2022) auf einer Gesamtfläche von 353,00 km²:
| Gemeinde                      | Einwohner 1. Januar 2022 | Fläche km² | Dichte Einw./km² | Code INSEE | Postleitzahl |
| ----------------------------- | ------------------------ | ---------- | ---------------- | ---------- | ------------ |
| Avrilly                       | 94                       | 5,5        | 17               | 61021      | 61700        |
| Champsecret                   | 961                      | 44,68      | 22               | 61091      | 61700        |
| Chanu                         | 1.248                    | 15,72      | 79               | 61093      | 61800        |
| Domfront en Poiraie           | 4.131                    | 65,49      | 63               | 61145      | 61700        |
| Montsecret-Clairefougère      | 656                      | 13,92      | 47               | 61292      | 61800        |
| Le Ménil-Ciboult              | 117                      | 6,31       | 19               | 61262      | 61800        |
| Lonlay-l’Abbaye               | 1.118                    | 53,41      | 21               | 61232      | 61700        |
| Saint-Bômer-les-Forges        | 1.023                    | 31,08      | 33               | 61369      | 61700        |
| Saint-Brice                   | 149                      | 4,58       | 33               | 61370      | 61700        |
| Saint-Christophe-de-Chaulieu  | 88                       | 6,51       | 14               | 61374      | 61800        |
| Saint-Gilles-des-Marais       | 106                      | 5,92       | 18               | 61401      | 61700        |
| Saint-Quentin-les-Chardonnets | 317                      | 9          | 35               | 61451      | 61800        |
| Tinchebray-Bocage             | 4.850                    | 90,88      | 53               | 61486      | 61800        |
| Kanton Domfront en Poiraie    | 14.858                   | 353,00     | 42               | 6111       | –            |

Bis zur Neuordnung bestand der Kanton Domfront en Poiraie aus den 11 Gemeinden Avrilly, Ceaucé, Champsecret, Domfront, La Haute-Chapelle, Lonlay-l’Abbaye, Rouellé, Saint-Bômer-les-Forges, Saint-Brice, Saint-Clair-de-Halouze und Saint-Gilles-des-Marais. Sein Zuschnitt entsprach einer Fläche von 263,99 km2.

## Veränderungen im Gemeindebestand seit der landesweiten Neuordnung der Kantone
2016: Fusion Domfront, La Haute-Chapelle und Rouellé → Domfront en Poiraie